# Wojciech Waleczek
Wojciech Bolesław Waleczek (ur. 8 marca 1980 w Pyskowicach) – polski pianista, profesor sztuki, profesor Uniwersytetu Śląskiego w Katowicach

## Życiorys
Wojciech Waleczek ukończył Zespół Państwowych Szkół Muzycznych im. Wojciecha Kilara w Katowicach. Następnie z wyróżnieniem ukończył studia w Akademii Muzycznej w Katowicach w klasie fortepianu prof. Zbigniewa Raubo w 2003. W 2014 otrzymał stopień doktora sztuki, a w 2017 stopień doktora habilitowanego sztuki na Akademii Muzycznej w Bydgoszczy. W 2022 otrzymał tytuł profesora sztuki w dyscyplinie sztuki muzyczne.
Artysta pracuje na stanowisku profesora w Instytucie Sztuk Muzycznych Uniwersytetu Śląskiego w Katowicach. Jest wiceprezesem Stowarzyszenia SIGNUM w Gliwicach do spraw promocji muzyki klasycznej.
Koncertował w wielu krajach Unii Europejskiej, a także w Szwajcarii, Bośni i Hercegowinie, Mołdawii, Białorusi, Rosji, Kazachstanie, Kirgistanie, Uzbekistanie, Jordanii, Palestynie, Algierii, Turcji, Arabii Saudyjskiej, Iranie, Iraku, Tunezji, Kanadzie, Kenii, na Seszelach, w Japonii, Brazylii, Urugwaju, Argentynie, Gujanie, Surinamie oraz w USA.
Występował jako solista z orkiestrami filharmonii: Kaliskiej, Koszalińskiej, Lubelskiej, Łódzkiej, Opolskiej, Pomorskiej, Podkarpackiej, Sudeckiej, Szczecińskiej, Śląskiej, Świętokrzyskiej, Wrocławskiej, Zabrzańskiej oraz z Polską Filharmonią Kameralną Sopot, Toruńską Orkiestrą Symfoniczną, Capellą Bydgostiensis, Orkiestrą Akademii Beethovenowskiej w Krakowie, Polską Orkiestrą „Sinfonia Iuventus, Elbląską Orkiestrą Kameralną, Radomską Orkiestrą Kameralną, Karlowarską Orkiestrą Symfoniczną, Narodową Orkiestrą Kameralną Mołdawii, Ammańską Orkiestrą Symfoniczną, Kaposvárską Orkiestrą Symfoniczną, Orkiestrą Symfoniczną Brzeskiego Akademickiego Teatru Dramatu, Orkiestrą Symfoniczną Teatru Narodowego w Brazylii, Orkiestrą Symfoniczną Stanu Parana w Brazylii, Qatar Philharmonic Orchestra, Państwową Orkiestrą Symfoniczną Uzbekistanu.
Współpracował z wieloma dyrygentami, m.in.: M. J. Błaszczykiem, Ł. Borowiczem, K. Bumannem, G. Chmurą, S. Chrzanowskim, M. Diadiurą, M. Dworzyńskim, B. Fromangerem, Chang Joon-Gun’em, M. Gawrońskim, Cz. Grabowskim, I. Hobsonem, G. Kerenyi, J. Koskiem, M. Lebelem, M. Nesterowiczem, U. Makhmudowem, M. Metelską, N. Morozowiczem, D. Pavilionisem, O. Palymskim, M. Pijarowskim, W. Rajskim, J. Rogalą, Z. Rychertem, J. Salwarowskim, M. U. Sidiq’em, R. Silvą, M. Smolijem, A. Sosnowskim, M. Sugarem, P. Venerim, T. Wojciechowskim, M. Weiserem, M. Wolniewskim, J. M. Zarzyckim, M. Żółtowskim, B. Żurakowskim.

## Nagrania płytowe
- F. Liszt – Works for violin and piano[54] – Voytek Proniewicz[55] – skrzypce (NAXOS, 2014),
- F. Liszt – Grandes etudes de Paganini, Transcendental Etudes after Paganini[56] (Capriccio, 2017),
- F. Liszt – Harmonies poétiques et religieuses, S172a (NAXOS, 2019)[57],
- F. Schubert – Rarities and Short Piano Works (NAXOS, 2021)[58],

Wojciech Waleczek

- F. Liszt – Weihnachtsbaum(inne języki) (NAXOS, 2024)[59].

## Nagrody i stypendia
- III nagroda, nagroda im. Artura Rubinsteina, ufundowana przez Anielę Rubinstein oraz nagroda specjalna Fundacji Kościuszkowskiej w Nowym Jorku na II Międzynarodowym Konkursie dla Młodych Pianistów „Artur Rubinstein in memoriam”[60] w Bydgoszczy (1996)
- I nagroda oraz nagroda za najlepsze wykonanie koncertu na IV Ogólnopolskim Konkursie Pianistycznym im. F. Liszta we Wrocławiu (1997)[61]
- III nagroda na VII Międzynarodowym Konkursie Pianistycznym im. F. Liszta „Premio Mario Zanfi” w Parmie(inne języki) (2000)
- II nagroda na Festiwalu Młodych Pianistów w Gdańsku (2002)[62]
- III nagroda na VI Międzynarodowym Konkursie Pianistycznym Seilera w Palermo (2005)[63]
- III nagroda na III Międzynarodowym Konkursie Pianistycznym im. F. Liszta we Wrocławiu (2005)[64]

Waleczek otrzymywał nagrody i stypendia m.in. Prezesa Rady Ministrów, Ministra Kultury i Dziedzictwa Narodowego, Ministra Nauki i Szkolnictwa Wyższego (2020) dla wybitnych młodych naukowców, prezydentów Katowic i Gliwic, Sejmiku Samorządowego Województwa Śląskiego.

## Odznaczenia
- 2017 – Odznaka honorowa „Zasłużony dla Kultury Polskiej” przyznana przez Ministra Kultury i Dziedzictwa Narodowego
- 2018 – Srebrna Odznaka Honorowa za Zasługi dla Województwa Śląskiego przyznana przez Sejmik Województwa Śląskiego[67]
- 2019 – Brązowy Krzyż Zasługi przyznany przez Prezydenta RP[68]
- 2023 – Srebrny Krzyż Zasługi przyznany przez Prezydenta RP[69]
- 2023 – Brązowy Medal „Zasłużony Kulturze Gloria Artis” przyznany przez Ministra Kultury i Dziedzictwa Narodowego[70]